# Matthias Vogler
Matthias Vogler, auch Mathias Vogler (* 23. April 1750 in Altstadt (Bayreuth); † 26. Mai 1828) war ein deutscher Orgelbauer im 18. und frühen 19. Jahrhundert.

## Leben
Matthias Vogler war mit Johanna Rosina geb. Mönch (* 15. Februar 1764 in Pegau; † 28. Februar 1829 in Naumburg (Saale)) verheiratet. Sie erwarb in Naumburg das Bürgerrecht, während ihr Mann es offensichtlich nicht erhielt. Vogler war wahrscheinlich Schüler des sächsischen Orgelbauers Johann Christian Friedrich Flemming, da er bei einer Arbeit von diesem im Wurzner Dom genannt wurde, die er 1780 vollendete. Möglicherweise war er aber Geselle bei Johann Gottlieb Mauer, der den Umbau unvollendet hinterlassen hatte. Mit Abschluss der Gesellenzeit machte Vogler sich als Orgelbauer selbstständig. Vogler und der Instrumentenmacher Christian Heinrich Wolf stritten sich mit der Tischlerinnung Leipzig zwischen 1785 und 1790 wegen des Haltens von Tischlergesellen. Demnach unterhielt Vogler in Leipzig eine Werkstatt. Vogler war wohl in Naumburg ansässig, denn er führte 1787 eine Reparatur an der berühmten von Zacharias Hildebrandt gebauten Orgel in der Stadtkirche St. Wenzel (Naumburg) aus.
In Bad Liebenwerda wurde mit der 1805 erbauten Orgel die einzige erhalten gebliebene zweimanuale Orgel Matthias Voglers restauriert. Diese ist wieder an ihrem ursprünglichen Bestimmungsort Schildau. Voglers Wirken als Orgelbauer ist in Thüringen und Sachsen nachzuweisen. Noch zehn der insgesamt 13 von ihm gebauten Orgeln sind erhalten. In klanglicher Hinsicht stehen sie zwischen dem Zeitalter des Barock und der Empfindsamkeit.

## Werkliste
| Jahr      | Ort                | Gebäude                      | Bild | Manuale | Register | Bemerkungen |
| --------- | ------------------ | ---------------------------- | ---- | ------- | -------- | --- |
| 1780      | Wurzen             | Dom St. Marien zu Wurzen     |      | II/P    | 22       | Fertigstellung eines Umbaus durch Johann Gottlieb Mauer; nicht erhalten |
| 1785      | Plennschütz        | Dorfkirche Plennschütz       |      |         |          | nicht erhalten |
| um 1787   | Naumburg (Saale)   | Naumburger Dom, Lettnerorgel |      |         |          | Neubau einer Lettnerorgel; nicht erhalten |
| um 1787   | Naumburg (Saale)   | Naumburger Dom, Hauptorgel   |      | III/P   | 53       | Reparatur der Orgel von Zacharias Hildebrandt (1746). Doch schon kurz nach der Fertigstellung begannen die anhaltenden Klagen des Domkapitels über „die schlechte Beschaffenheit des Werkes“ (für das viele Teile der vorherigen Orgel verwendet worden waren) und im Jahr 1804 wurde Christian Friedrich Poppe, aus der Orgelbauerfamilie Poppe in Roda, mit einem völligen Neubau beauftragt, der 1807 vollendet wurde. Diese Orgel blieb bis zur großen Domrestaurierung in den 1870er Jahren erhalten. |
| 1789      | Niedertrebra       | Dorfkirche Niedertrebra      |      | II/P    | 20       | erhalten |
| 1792      | Neidschütz         | Dorfkirche Neidschütz        |      |         |          | nicht erhalten |
| 1793      | Prittitz           | Dorfkirche Prittitz          |      |         |          | Zuschreibung. Die Orgel ist neueren Erkenntnissen zufolge auch ein Werk von Matthias Vogler und nicht eines von Trampeli. Die nun Vogler zugewiesene Orgel datiert in das Jahr 1793. |
| 1799      | Michelwitz         | Kirche Michelwitz            |      | I/P     | 11       | |
| 1800      | Kleinjena          | Dorfkirche Kleinjena         |      | II/P    | 12       | nicht erhalten |
| 1803      | Dorndorf-Steudnitz | Dorfkirche Steudnitz         |      | I       | 7        | erhalten; 2008 Restaurierung abgeschlossen |
| 1803      | Utenbach           | Sankt-Hilarius-Kirche        |      |         |          | nicht erhalten |
| 1803      | Hayna              | Dorfkirche Hayna             |      |         |          | nicht erhalten |
| 1804      | Zweimen            | St. Barbara                  |      | II/P    | 14       | Fertigstellung eines Orgelneubaus von Johann Gottlieb Mauer; nicht erhalten |
| 1805–1806 | Schildau           | St. Marien                   |      | II/P    | 20       | erhalten; 1939 Umbau und 2003 Restaurierung durch Mitteldeutschen Orgelbau A. Voigt. |
| 1812      | Dothen             | Dorfkirche Dothen            |      | I/P     | 10       | erhalten; 2017 restauriert |
| 1817–1818 | Döbris             | Dorfkirche Döbris            |      | I/P     | 13       | Döbris musste dem Braunkohlentagebau Pirkau weichen. Die Orgel wurde 1967 an die St.-Vitus-Kirche in Auerstedt verkauft und nach der Restaurierung 2017 eingeweiht; zwei Register fehlen. |
| 1819      | Punschrau          | Dorfkirche Punschrau         |      |         |          | erhalten |
| 1820      | Schellsitz         | Dorfkirche Schellsitz        |      | II/P    | 15       | erhalten |